# Fluorométholone
 (janvier 2022).
Si vous disposez d'ouvrages ou d'articles de référence ou si vous connaissez des sites web de qualité traitant du thème abordé ici, merci de compléter l'article en donnant les références utiles à sa vérifiabilité et en les liant à la section « Notes et références ».
La fluorométholone est un corticostéroïde vendu sous les noms FML (Allergan), Flarex (Alcon) et Flucon (Novartis). Elle est le plus souvent utilisée comme anti-inflammatoire après une chirurgie réfractive par laser, mais peut également servir de traitement anti-acnéique.